# 76 (فلم)
76 أو أسود 76 (بالإنجليزية: Lions of ’76) هًو فيلم دراما تاريخية نيجيري صدر سنة 2016 وأخرجه إيزو أوجوكو. الفيلم من بُطولة كُل من رمزي نواه وشيدي موكيمي وريتا دومينيك وإيبينابو فيبيرسيما. رُشح الفيلم لنيل عدة جوائز خلال حفل توزيع جوائز الأكاديمية الأفريقية للأفلام الثالث عشر وحفل توزيع جوائز أفريقيا ماجيك للمشاهدين.
تقع أحداث الفيلم بعد 6 سنوات من انتهاء الحرب الأهلية النيجيرية، حيث تنشأ علاقة رومانسية بين ضابط شاب من الحزام الأوسط وطالبة من المنطقة الجنوبية الشرقية في نيجيريا. تتوتر العلاقة بين الاثنين بسبب المنشورات العسكرية المُستمرة التي تتهم الجندي بالتورط في الانقلاب العسكري الفاشل عام 1976 واغتيال الجنرال مورتالا محمد.
مر سيناريو الفيلم من فترة مُراجعة من الجيش النيجيري مُدتها 7 أشهُر قبل بدء عملية التصوير. صُورت مشاهد الفيلم في مدينة إبادان في ولاية أويو في نيجيريا، واستُعملت في ذلك كاميرا من نوع (بالإنجليزية: Arriflex 416). استمرت فترة إنتاج الفيلم لمدة خمس سنوات تقريبًا.

## ملخص القصة
تقع أحداث الفيلم بعد 6 سنوات من انتهاء الحرب الأهلية النيجيرية، حيث تنشأ علاقة رومانسية بين ضابط شاب (جوزيف ديوا) من الحزام الأوسط وطالبة (سوزان) من المنطقة الجنوبية الشرقية في نيجيريا. تتوتر العلاقة بين الاثنين بسبب المنشورات العسكرية المُستمرة التي تتهم الجندي بالتورط في الانقلاب العسكري الفاشل عام 1976 واغتيال الجنرال مورتالا محمد، حيث قررت سوزان الابتعاد عن كُل ما له علاقة بجوزيف.
في سلسلة من الأحداث التي أعقبت خيانة غوموس لصديقه جوزيف، اتهمت المحكمة جوزيف بالضُلوع في الانقلاب العسكري الفاشل لسنة 1976 واغتيال الجنرال مورتالا محمد.
مرت سوزان بالكثير من الآلام العاطفية، وولادة ولادة طفلة. في النهاية فعلت كل ما في وسعها لإثبات براءة زوجها. في الأخير لم يُعدم جوزيف، ولكنه فُصل من الجيش.

## طاقم التمثيل
- رامسي نواه في دور النقيب جوزيف ديوا.
- شيدي موكمي في دور الرائد غوموس.
- ريتا دومينيك في دور سوزي.
- إيبينابو فيبيرسيما في دور أنجيلا.
- دانيال ك. دانيال في دور أوبي.
- ميمري سافانهو في دور يونيس.
- أدوناي أويريوا في دور النقيب جاي.
- بات نيبو في دور العقيد أليو.
- نيللي إكويريغو في دور إيكينا.
- شعيبو أبينيزي آدامز في دور المُلازم جبريل.
- ديبو أوغونس في دور نويل.

## الإنتاج
كان لأوجوكو أفكار حول صناعة الأفلام العسكرية والحربية، حيث كان قد تابع العديد من قصص الانقلاب. عندما راودته فكرة الفيلم، قام بالكثير من التنقيب والأبحاث، كما استشار أيضا العديد من المُتخصصين في هذا المجال حول الجوانب الحاسمة للقصة، لضمان الدقة التاريخية في الفيلم. قضى أكثر من عام في مرحلة إعداد سيناريو الفيلم. حصل سيناريو الفيلم على مُوافقة الجيش النيجيري بعد أن خضع لسبعة أشهر من التحقيق والمُناقشات قبل بدء عملية التصوير. قام الجيش بتعيين مُوظفين لتدريب المُمثلين وإدارة الجانب العسكري للفيلم.   أثناء تطوير الفيلم، حاول المخرج التقليل من مشاهد العُنف كونه أراد أن يركز الناس على القصة وألا يتشتت انتباههم أو ينزعجوا من المشاهد الدموية. استعين في تصوير الفيلم بثمان سيارات من فترة السبعينيات.
صُورت مشاهد الفيلم بشكل رئيسي في ثكنات موكولا في إبادان في ولاية أوي. وذلك باستعمال كاميرا من نوع (بالإنجليزية: Arriflex 416). كان من المُقرر أن تُصور المشاهد بدقة 35 ملم، لكن تلف زُجاج إحدى الكاميرات، أجبر طاقم التصوير على اختيار دقة 16 ملم بدلاً من ذلك. تلقى الفيلم دعما من لدن شركة الأفلام النيجيرية فيما يخُص مُعدات التصوير والمُعدات الأُخرى الخاصة بعملية الإنتاج. بعد أكثر من أربعة أشهُر من التصوير، انتهت عملية التصوير الرئيسي خلال يوليو 2012.

## صدور الفيلم
صدر تريلر للفيلم في 20 نوفمبر 2012. كان من المُقرر صدور الفيلم في 4 أكتوبر 2013، ولكنه أُجل فيما بعد إلى أجل غير مسمى بسبب تأخيرات حصلت في فترة ما بعد الإنتاج. صدر أول تريلر رسمي للفيلم في 14 نوفمبر 2014. عُرض الفيلم لأول مرة في مهرجان تورونتو السينمائي الدولي خلال سبتمبر 2016، وعُرض بعدها في مهرجان لندن السينمائي. صدر الفيلم بشكل رسمي في 25 نوفمبر 2016.

## الجوائز والترشيحات
| السنة | حفل توزيع الجوائز                                       | الجائزة                  | المُستلم للجائزة | النتيجة | مراجع         |
| ----- | ------------------------------------------------------- | ------------------------ | --------------- | ------- | ------------- |
| 2017  | حفل توزيع جوائز الأكاديمية الأفريقية للأفلام الثالث عشر | أفضل فيلم                |                 | رُشِّح     |               |
| 2017  | حفل توزيع جوائز الأكاديمية الأفريقية للأفلام الثالث عشر | أفضل مُخرج                |                 | رُشِّح     |               |
| 2017  | حفل توزيع جوائز الأكاديمية الأفريقية للأفلام الثالث عشر | أفضل مُمثل في دور رئيسي   | رامسي نواه      | رُشِّح     |               |
| 2017  | حفل توزيع جوائز الأكاديمية الأفريقية للأفلام الثالث عشر | أفضل مُمثلة في دور رئيسي  | ريتا دومينيك    | رُشِّح     |               |
| 2017  | حفل توزيع جوائز الأكاديمية الأفريقية للأفلام الثالث عشر | أفضل مُمثل في دور مُساعد   | أدوناي أويريوا  | رُشِّح     |               |
| 2017  | حفل توزيع جوائز الأكاديمية الأفريقية للأفلام الثالث عشر | أفضل تصميم إنتاج         |                 | فوز     |               |
| 2017  | حفل توزيع جوائز الأكاديمية الأفريقية للأفلام الثالث عشر | أفضل فيلم نيجيري         |                 | فوز     |               |
| 2017  | حفل توزيع جوائز الأكاديمية الأفريقية للأفلام الثالث عشر | أفضل موسيقى تصويرية      |                 | رُشِّح     |               |
| 2017  | جوائز أفريقيا ماجيك للمشاهدين                           | أفضل مُخرج فني            | بات نيبو        | رُشِّح     | [ 19 ] [ 20 ] |
| 2017  | جوائز أفريقيا ماجيك للمشاهدين                           | أفضل موسيقى تصويرية      |                 | رُشِّح     | [ 19 ] [ 20 ] |
| 2017  | جوائز أفريقيا ماجيك للمشاهدين                           | أفضل مُمثلة في فيلم درامي | ريتا دومينيك    | فوز     | [ 19 ] [ 20 ] |
| 2017  | جوائز أفريقيا ماجيك للمشاهدين                           | أفضل مُمثل في فيلم درامي  | رامسي نواه      | رُشِّح     | [ 19 ] [ 20 ] |
| 2017  | جوائز أفريقيا ماجيك للمشاهدين                           | أفضل تصوير سينمائي       |                 | رُشِّح     | [ 19 ] [ 20 ] |
| 2017  | جوائز أفريقيا ماجيك للمشاهدين                           | أفضل كاتب سيناريو        |                 | رُشِّح     | [ 19 ] [ 20 ] |
| 2017  | جوائز أفريقيا ماجيك للمشاهدين                           | أفضل فيلم غرب أفريقي     |                 | رُشِّح     | [ 19 ] [ 20 ] |
| 2017  | جوائز أفريقيا ماجيك للمشاهدين                           | أفضل مُخرج                |                 | رُشِّح     | [ 19 ] [ 20 ] |
| 2017  | جوائز أفريقيا ماجيك للمشاهدين                           | أفضل تصميم أزياء         |                 | فوز     | [ 19 ] [ 20 ] |
| 2017  | جوائز أفريقيا ماجيك للمشاهدين                           | أفضل مكياج               |                 | رُشِّح     | [ 19 ] [ 20 ] |
| 2017  | جوائز أفريقيا ماجيك للمشاهدين                           | أفضل تعديل صوت           |                 | رُشِّح     | [ 19 ] [ 20 ] |
| 2017  | جوائز أفريقيا ماجيك للمشاهدين                           | أفضل تعديل صُور           |                 | رُشِّح     | [ 19 ] [ 20 ] |
| 2017  | جوائز أفريقيا ماجيك للمشاهدين                           | أفضل إضاءة               |                 | رُشِّح     | [ 19 ] [ 20 ] |
| 2017  | جوائز أفريقيا ماجيك للمشاهدين                           | أفضل فيلم على الإطلاق    |                 | فوز     | [ 19 ] [ 20 ] |

## روابط خارجية
مقالات تستعمل روابط فنية بلا صلة مع ويكي بيانات